# Çondu, Feke
Çondu là một xã thuộc huyện Feke, tỉnh Adana, Thổ Nhĩ Kỳ. Dân số thời điểm năm 2009 là 193 người.